# 王思红
王思红（1980年—），中华人民共和国政治人物，中国共产党党员，毕业于贵州师范大学。现任岑巩县人民政府代县长兼县委副书记。

## 生平
2004年参加工作，先后担任三穗县长吉乡党委委员兼政法委书记、共青团三穗县委书记、三穗县发展和改革局局长兼副县长、三穗县县扶贫开发办公室党组书记兼主任等重要党政领导职务，2020年调任岑巩县委常委兼常务副县长，离开三穗县政坛，在三穗县工作了16年时间。
2021年8月6日，岑巩县第十六届人民代表大会常务委员会第三十五次会议决定：王思红同志接替前县长吴昌盛代理岑巩县人民政府县长职务。上任的第一天，王思红就带队到岑巩县汽车客运站、水城区第一农贸市场，督导检查重点场所的疫情防控工作落实情况。